# Collectio canonum des Abbo von Fleury
Die Collectio canonum des Abbo von Fleury ist eine sehr kleine Kanones-Sammlung, die dieser Ende des 10. Jahrhunderts kompilierte. Die Sammlung besteht aus einem kurzen Vorwort und 44 Kanones sehr unterschiedlicher Herkunft. Als Vorlagen, denen diese Materialien entnommen wurden, dienten unter anderem die Collectio Dionysiana und Collectio Hispana. Abbo widmete sie den Königen Hugo Capet und Robert; seine Sammlung stellt einen Appell an die Könige dar, den Schutz der Kirchen und (vor allem) Klöster wahrzunehmen, und enthält entsprechende kirchliche und weltliche Rechtstexte. Da nur eine vollständige Handschrift erhalten ist, geht die Forschung von einer nur geringen Rezeption der Sammlung aus.

## Editionen
- Jean Mabillon: Vetera analecta Band 2, Paris 1676, S. 248–348; wieder in Jacques-Paul Migne: Patrologia Latina Band 139, Spalte 473–508.

## Übersetzungen
- Robert Somerville, Bruce Clark Brasington: Prefaces to Canon Law Books in Latin Christianity: Selected Translations, 500–1317. 2. Auflage. Catholic University of America Press: Washington 2020, ISBN 978-0-300-16068-0, S. 83–84. doi:10.12987/9780300160680